# ザール (国際連盟管理地域)

ザール盆地地域
Saarbeckengebiet (ドイツ語)
Territoire du Bassin de la Sarre (フランス語)

ドイツ内でのザール盆地地域

ザール盆地地域（ザールぼんちちいき、ドイツ語: Saarbeckengebiet、フランス語: Territoire du Bassin de la Sarre）は、1920年から1935年までの15年間、ヴェルサイユ条約に基づいて国際連盟が管理した地域である。現在のドイツのザールラント州に相当する。
人口は1933年時点で81万2000人。1935年に住民投票が実施され、ドイツ併合派が多数を占めたため、同年ドイツに復帰した。

## 施政委員会
ヴェルサイユ条約により、当分15年間、工業地帯のザール地域とその炭田について国際連盟の管理下に置かれることになった。
国際連盟では、この地域を管理するために「施政委員会」を設け、その委員長が地域を代表した。施政委員会は5人で構成され、その内1人はフランス人、1人は地元ザール地方の非フランス人で、残る3人は、フランス・ドイツ以外の国のメンバーとされた。
15年間の期限の最後に、ザールの帰属を決定する住民投票が行われることになっていた。それまでは、独自の通貨や切手を発行していた。
ザールの経済と政治は、フランスへの依存が強かった。フランスは、ヴェルサイユ条約によって得た炭田の権利によって炭鉱の開発を進め、フランス語を使用する学校を設置した。1923年6月からは、通貨がフランス・フランに統一されている。

## 住民投票
1933年に、ドイツにナチス党政権が成立すると、多くの反ナチス派のドイツ人がナチスの影響下から逃れるためにザールに逃げこんだ。そしてナチス政権が続く限り、ザールの国際連盟管理の続行を求める活動を行った。しかし、一般の住民はフランスに対して複雑な感情を抱いていた。
1935年1月13日に住民投票（投票率98%）が行われ、ドイツ帰属が90.73%、フランス帰属が0.4%、現状維持が8.86%であった。
1935年1月17日に、ドイツへの復帰が国際連盟理事会によって承認され、3月1日にドイツに復帰した。